# Référendum danois de 1953
Un référendum sur la constitution et l'âge de vote s'est tenu, au Danemark, le 28 mai 1953. Les deux propositions ont été acceptées par les électeurs ; ce qui mena à une nouvelle constitution qui entra en vigueur le 5 juin suivant et abaissa la majorité électorale de 25 à 23 ans ; ce qui entra également en vigueur le 5 juin. Le taux de participation au référendum était de 59,1 % pour la question sur la constitution et de 57,1 % pour la question sur l'âge de vote.

## Résultats
| Choix                                       | Votes     | %    |
| ------------------------------------------- | --------- | ---- |
| Pour                                        | 1 183 292 | 78,8 |
| Contre                                      | 319 135   | 21,2 |
| Invalides/nuls                              | 25 231    |      |
| Total                                       | 1 527 658 | 100  |
| Électeurs inscrits et taux de participation | 2 585 800 | 59,1 |

| Choix                                       | Votes     | %    |
| ------------------------------------------- | --------- | ---- |
| 23 ans                                      | 840 815   | 54,6 |
| 21 ans                                      | 700 122   | 45,4 |
| Invalides/nuls                              | 67 888    |      |
| Total                                       | 1 608 625 | 100  |
| Électeurs inscrits et taux de participation | 2 815 100 | 57,1 |